# Liste des plus grandes entreprises sud-coréennes
La liste ci-dessous répertorie les 20 plus grandes entreprises sud-coréennes par chiffre d'affaires de 2015 selon le Forbes Global 2000. Les chiffres ont été publiés en 2015 et sont indiqués en milliards de dollars américains.

## Classement 2015
| Rang | Entreprise               | Chiffre d'affaires (en milliards de $) | Profit (en milliards de $) | Siège social | Secteur            |
| ---- | ------------------------ | -------------------------------------- | -------------------------- | ------------ | ------------------ |
| 1    | Samsung Electronics      | 195,9                                  | 21,9                       | Suwon        | Electronique       |
| 2    | SK Holdings              | 105,3                                  | -0,5                       | Séoul        | Energie            |
| 3    | Hyundai Motor            | 84,8                                   | 7                          | Séoul        | Automobile         |
| 4    | SK Innovation            | 62,8                                   | -0,6                       | Séoul        | Energie            |
| 5    | POSCO                    | 61,8                                   | 0,6                        | Pohang       | Acier              |
| 6    | LG Electronics           | 56,8                                   | 0,4                        | Séoul        | Electronique       |
| 7    | Kepco                    | 54,6                                   | 2,6                        | Séoul        | Electricité        |
| 8    | Hyundai Heavy Industries | 50                                     | -1,7                       | Ulsan        | Industrie lourde   |
| 9    | KIA Motors               | 44,7                                   | 2,8                        | Séoul        | Automobile         |
| 10   | Hanwha                   | 35,6                                   | -0,3                       | Séoul        | Commerce           |
| 11   | Korea Gas                | 35,4                                   | 0,4                        | Seongnam     | Gaz                |
| 12   | Hyundai Mobis            | 34,4                                   | 3,3                        | Séoul        | Automobile         |
| 13   | S-Oil                    | 27,1                                   | -0,3                       | Séoul        | Energie            |
| 14   | Samsung C&T              | 27                                     | 0,3                        | Séoul        | Commerce           |
| 15   | Lotte                    | 26,7                                   | 0,5                        | Séoul        | Distribution       |
| 16   | LG Display               | 25,1                                   | 0,9                        | Séoul        | Electronique       |
| 17   | Samsung Life Insurance   | 24,3                                   | 1,3                        | Séoul        | Assurance          |
| 18   | KT                       | 22,3                                   | -1                         | Seongnam     | Télécommunications |
| 19   | LG Chem                  | 21,4                                   | 0,8                        | Séoul        | Chimie             |
| 20   | SK Networks              | 21,3                                   | 0                          | Suwon        | Commerce           |